# Thierry Renault
Pour les articles homonymes, voir Renault (homonymie).
Thierry Renault, né le 5 mars 1959, est un rameur d'aviron français.

## Carrière
Il remporte en deux de couple poids légers avec Luc Crispon la médaille d'or aux Championnats du monde d'aviron 1985 à Hazewinkel, la médaille d'argent aux Championnats du monde d'aviron 1983 à Duisbourg, aux Championnats du monde d'aviron 1986 à Nottingham et aux Championnats du monde d'aviron 1987 à Copenhague.
Il est médaillé de bronze en quatre de couple poids légers aux Championnats du monde d'aviron 1989 à Bled et aux Championnats du monde d'aviron 1991 à Vienne et médaillé d'argent aux Championnats du monde d'aviron 1990 en Australie.